# 米市巷街道
米市巷街道，中国浙江省杭州市拱墅区所辖街道，位于湖墅南路西侧。总面积3.75平方千米，总人口47474人。

## 辖区
米市巷街道现辖夹城巷社区、米市社区、锦绣社区、红石板社区、大塘巷社区、沈塘桥社区、半道红社区。